# Peperomia pendula
Peperomia pendula är en pepparväxtart som beskrevs av Carl Ludwig von Willdenow och Schult.. Peperomia pendula ingår i släktet peperomior, och familjen pepparväxter. Inga underarter finns listade i Catalogue of Life.